# تویین لیکس (شهرستان لیک، کلرادو)
تویین لیکس (به انگلیسی: Twin Lakes) یک منطقهٔ مسکونی در ایالات متحده آمریکا است که در شهرستان لیک، کلرادو واقع شده‌است. تویین لیکس ۲٬۸۰۴ متر بالاتر از سطح دریا واقع شده‌است.